# 64.ª Divisão de Infantaria (Alemanha)
A 64ª Divisão de Infantaria (em alemão:64. Infanterie-Division) foi uma unidade militar que serviu no Exército alemão durante a Segunda Guerra Mundial.

## Comandantes
| Comandante                 | Data                                       |
| -------------------------- | ------------------------------------------ |
| Generalmajor Knut Eberding | 5 de julho de 1944 - 2 de novembro de 1944 |

## Área de operações
| França & Bélgica | julho de 1944 - novembro de 1944 |